# Silva
Silva je žensko osebno ime.

## Izvor imena
Ime Silva se danes pojmuje kot ženska oblika imena Silvo oziroma Silvester, sicer pa je skrajšana oblika ženskega osebnega imena Silvestra. Vsa ta imena so po izvoru latinska in izhajajo iz latinske besede silva v pomenu »gozd.« 

## Različice imena
Silvenka, Silverija, Silvana Silvena, Silvenka, Silvia, Silvie, Silvica, Silvija

## Tujejezikovne različice imena
- pri Čehih: Silvie
- pri Francozih: Sylvie
- pri Italijanih: Silvia
- pri Madžarih: Szilvia
- pri Poljakih: Sylwia

## Pogostost imena
Po podatkih Statističnega urada Republike Slovenije je bilo na dan 31. decembra 2007 v Sloveniji število ženskih oseb z imenom Silva: 5.024. Med vsemi ženskimi imeni pa je ime Silva po pogostosti uporabe uvrščeno na 57. mesto.

## Osebni praznik
Koledarsko je ime Silva uvrščeno k imenu Silvester oziroma Silvestra; god 26. novembra oziroma 31. decembra.